# Cls
cls (od ang. clear screen) – polecenie służące do czyszczenia ekranu wykorzystywane przez interpretery poleceń takie jak cmd.exe czy COMMAND.COM na systemach DOS, FlexOS, OS/2, Windows oraz ReactOS. Odpowiednikiem tego polecenia na systemach uniksopodobnych jest komenda clear.